# Char (géorgien)
Cette page contient des caractères spéciaux ou non latins. S’ils s’affichent mal (▯, ?, etc.), consultez la page d’aide Unicode.
Pour les articles homonymes, voir Čar.
Char (ჭარ, [t͡ʃ’ar], en géorgien) est la 30e lettre de l'alphabet géorgien.

## Linguistique
Char est utilisé pour représenter le son [t͡ʃ’].
Dans la norme ISO 9984, la lettre est translittérée par ‹ č ›. Le système national de romanisation du géorgien, quant à lui, utilise ‹ ch’ ›.

## Représentation informatique
- Unicode[1],[2] :
  - Asomtavruli Ⴝ : U+10BD
  - Nuskhuri ⴝ : U+2D1D
  - Mkhedruli ჭ : U+10ED